# Richard Hofstadter
Richard Hofstadter (Buffalo, 6 agosto 1916 – New York, 24 ottobre 1970) è stato uno storico e professore statunitense; insegnò storia americana alla Columbia University e vinse il Premio Pulitzer per due volte: la prima nel 1956 grazie a The Age of Reform e la seconda nel 1964 con Anti-intellectualism in American Life.

## Biografia
Richard Hofstadter nacque a Buffalo, nello Stato di New York, da Emil, un ebreo tedesco, e Katherine Hill, americana di origine tedesca di confessione luterana. A dieci anni rimase orfano di padre. Nel 1933 si laureò all'Università di Buffalo in Filosofia e Storia con Julius Pratt. Nel 1936 si sposò con Felice Swados; dall'unione nacque un figlio maschio, Daniel. Rimasto vedovo, ebbe una figlia, Sarah, da un secondo matrimonio. Dal 1934 al 1939 Hofstadter fu attivo in movimenti di sinistra, e tra il 1938 e il 1939 fu iscritto al Partito Comunista degli Stati Uniti d'America. Intanto avviava la sua carriera accademica: nel 1942 ottenne il dottorato in Storia, poi iniziò ad insegnare all'Università del Maryland.
Entrò in contatto con sociologi di idee radicali come Charles Wright Mills, e approfondì le proprie conoscenze di sociologia e psicologia, studiando il pensiero di Max Weber, Karl Mannheim, Sigmund Freud e la "Scuola di Francoforte". Durante questo periodo pubblicò, nel 1944, il saggio Social Darwinism in American Thought, 1860–1915, libro che gli diede notorietà. Nel 1946 iniziò ad insegnare alla Columbia University di New York. Nel 1959 divenne titolare della cattedra di Storia americana intitolata "DeWitt Clinton". Morì di leucemia nel 1970.

## Pensiero
Nel libro Social Darwinism in American Thought, 1860-1915 (pubblicato nel 1944), Hofstadter criticò il capitalismo americano del secondo Ottocento puntando l'indice sulla feroce competizione che oppone i cittadini americani gli uni contro gli altri. Tra gli anni cinquanta e gli anni sessanta, Hofstadter abbandonò le iniziali posizioni di prossimità alla sinistra. In particolare, rifiutò l'interpretazione della storia come successione di conflitti socio-economici di classe. Nel saggio The Paranoid Style in American Politics del 1964 sostenne che la paranoia e la convinzione dell'esistenza di complotti hanno caratterizzato la storia degli Stati Uniti d'America fin dalla rivoluzione americana.

## Opere
Le sue opere più importanti furono:
- Social Darwinism in American Thought, 1860–1915 (1944);
- The American Political Tradition (1948), biografie di dodici leader politici statunitensi dei secoli XVIII, XIX e XX;
- The Age of Reform (1955);
- Anti-intellectualism in American Life (1963);
- i saggi raccolti in The Paranoid Style in American Politics (1964).

### Traduzioni in italiano
- La tradizione politica americana, Bologna, Il Mulino, 1960
- L'età delle riforme: da Bryan a F. D. Roosevelt, Bologna, Il Mulino, 1962;
- Società e intellettuali in America, Torino, Einaudi, 1968;
- L'America coloniale. Ritratto di una nazione nascente, Milano, Mondadori, 1983.
- La repubblica dei fucili: l'America come cultura delle armi e altri saggi, Luiss University Press, 2024
- L'odio per gli intellettuali in America, Luiss University Press, 2024